# 여름옷
〈여름옷〉(일본어: 夏もの 나츠모노[*])는 일본의 음악 그룹 AAA의 열다섯 번째 싱글이다. 2007년 7월 18일에 에이벡스 트랙스에서 발매됐다.

## 개요
- ‘CD ONLY’(AVCD-31249, CD에 허리케인 리리, 보스턴 마리-People of the sun MIX-가 수록) ‘CD+DVD A’(AVCD-31246/B, DVD에는 〈SUNSHINE〉의 PV를 수록) ‘CD+DVD B’(AVCD-31247/B, DVD에는 〈No End Summer〉의 PV를 수록) ‘CD+DVD C’(AVCD-31248/B, DVD에는 〈불꽃놀이〉의 PV를 수록)의 네 종류로 발매됐다.
- 양면 A사이드 싱글은 〈솔 에지 보이/기모노 제트 걸〉, 〈Black&White〉, 〈Get 추!/SHE의 사실〉 〈입술에서부터 로맨티카/That's Right〉의 네 장이 발매되고 있지만, 트리플 A사이드 싱글은 이 싱글이 처음이다.
- 2007년 6월 11일에 고토 유카리의 AAA 탈퇴가 공식 홈페이지에서 발표되고나서 발매되는 첫 CD이다. 고토 유카리는 이 작품에 참가하지 않았다.
- 〈여름옷〉 구입자 특전으로 트레이딩 카드가 선물됐다. 대상 점포, 트레이딩 카드 ver., 종류수는 아래와 같다.
  - 신세이도 모든 가게: SUNSHINE ver.
각 멤버 개인 샷 7 패턴, 집합 1패턴의 총 8종
  - 타워레코드 모든 가게: 4th ATTACK LIVE ver.
각 멤버 개인 샷 7 패턴의 총 7종
  - 츠타야 레코드 모든 가게: No End Summer ver.&불꽃놀이 ver.
각 멤버 개인 샷 7 패턴, 남성 멤버 집합 1패턴, 여성 멤버 집합 1패턴의 총 9종

## 수록곡

### SUNSHINE
- AAA 멤버 7명 전원이 참가하고 있는 곡.
- 《스포츠 우루구스》 테마송으로는 두 번째 싱글 〈Friday Party〉가 사용된 적도 있으며, 이번 〈SUNSHINE〉은 AAA로는 두 번째가 된다.
- 2007년 6월 13일부터 신음악생활 ‘뮤모’에서 〈SUNSHINE〉의 착신음이 선행 공개됐다.
- 이 곡으로 〈HEY!HEY!HEY!MUSIC CHAMP〉에 출연해서 골든 타임에 처음으로 등장했다.

### No End Summer
- AAA 남성 멤버 5명이 부르는 노래. AAA의 노래에서 솔로 파트를 맡은 남성 멤버는, 대부분의 곡에서 보컬이 니시지마 타카히로와 우라타 나오요, 랩이 히다카 미츠히로이지만, 이 곡에서는 1절의 후렴 부분에 스에요시 슈타, 2절의 후렴 부분에 아타에 신지로의 솔로 파트로 구성돼있다.

### 불꽃놀이
- 우노 미사코와 이토 치아키와의 듀엣. 프로모션 비디오에서는 두 사람의 유카타 모습을 볼 수가 있다.

## 수록내용

### CD+DVD SUNSHINE 버전
CD
1. SUNSHINE [3:56]
  - 작사: Delicatessen / 작곡 · 편곡: Hyoutan

《스푸츠 우루구스》(닛폰 TV 계열) 2007년 6 ~ 7월 테마송
2. No End Summer [3:57]

  - 작사: MIZUE / 작곡: 하라 카즈히로 / 편곡: REO
3. 불꽃놀이(花火) [4:48]
  - 작사: 카와하라 미야코 / 작곡 · 편곡: 코니시 타카오
4. SUNSHINE (Instrumental) [3:56]
5. No End Summer (Instrumental) [3:57]
6. 불꽃놀이 (Instrumental) [4:44]

DVD
1. SUNSHINE(Music Clip) [4:49]

### CD+DVD No End Summer 버전
CD
1. SUNSHINE
2. No End Summer
3. 불꽃놀이
4. SUNSHINE (Instrumental)
5. No End Summer (Instrumental)
6. 불꽃놀이 (Instrumental)

DVD
1. No End Summer (Music Clip)

### CD+DVD 불꽃놀이 버전
CD
1. SUNSHINE
2. No End Summer
3. 불꽃놀이
4. SUNSHINE (Instrumental)
5. No End Summer (Instrumental)
6. 花火 (Instrumental)

DVD
1. 불꽃놀이 (Music Clip)

### CD ONLY
CD
1. SUNSHINE
2. No End Summer
3. 불꽃놀이
4. 허리케인 리리, 보스턴 마리 (People of the sun MIX)(ハリケーン・リリ、ボストン・マリ [People of the sun MIX])
5. SUNSHINE (Instrumental)
6. No End Summer (Instrumental)
7. 불꽃놀이 (Instrumental)